# Фоссесхолм, Хелене Мари
Хелене Мари Фоссесхолм (норв. Helene Marie Fossesholm; род. 31 мая 2001, Вестфоссен, Бускеруд) — норвежская лыжница, чемпионка мира 2021 года в эстафете, трехкратная чемпионка мира среди юниоров (2019, 2020), призер этапов Кубка мира. Выступает за спортивный клуб Eiker Skiklubb.

## Карьера
Первые успехи на международной арене пришли к Хелене Мари Фоссесхольм на Юниорском Чемпионате мира 2019 года в Лахти, где она в составе сборной Норвегии выиграла золото в эстафете 4 × 3.33 км, а также две серебряные медали (5 км конек; 15 км классика).
В августе 2019 года норвежка участвовала в Чемпионате мира по маутинбайку, проводимом под эгидой UCI. В юниорской категории кросс-кантри она выиграла бронзовую медаль.
7 декабря 2019 года, Хелене Мари Фоссесхолм дебютировала в Кубке мира, это произошло на домашнем этапе в Лиллехамере, где он занял 18 место в скиатлоне. Спустя два месяца на Чемпионате мира среди юниоров-2020 в Обервизентале спортсменка выиграла две золотые медали (5 км классика; 15 км конек).
В сезоне 2020/2021 пришли первые серьезные успехи в Кубке мира. На старте сезона в финской Руке она впервые попал на подиум - в гонке преследования конком заняла 2 место, уступив только соотечественнице Терезе Йохауг. 
С декабря 2014 по январь 2017 года проходила лечение гормоном роста. Она была на учете у педиатра с 8 лет, так как очень медленно росла. В 13,5 лет ее рост составлял всего 137,5 сантиметра, что не является нормальным. После курса лечения ее рост достиг 151 сантиметра. Фоссесхольм было оформлено терапевтическое исключение (TUE) в соответствии с правилами WADA 

## Результаты на крупнейших соревнованиях

### Чемпионаты мира по лыжным видам спорта
| Чемпионат мира  | Спринт | Командный спринт | 10 км раздельный старт | 7,5+7,5 км скиатлон | 30 км масс-старт | Эстафета |
| --------------- | ------ | ---------------- | ---------------------- | ------------------- | ---------------- | -------- |
| 2021 Оберстдорф | —      | —                | 8                      | 6                   |                  | 1        |

### Подиумы на этапахКубка Мира
| Номер | Сезон   | Дата        | Место проведения | Дисциплина                            | Место    |
| ----- | ------- | ----------- | ---------------- | ------------------------------------- | -------- |
| 1     | 2020-21 | 29 ноя 2020 | Рука             | 10 км, преследование, коньковый стиль | 2 место* |
| 2     | 2020-21 | 23 янв 2021 | Лахти            | 7,5+7,5 км, скиатлон                  | 2 место  |

* - гонка проходила в рамках Тура